# 九州ATMネットワーク
九州ATMネットワーク（きゅうしゅうエイティエムネットワーク）は、九州地方内に本店を置く全国地方銀行協会加盟9行相互間のATM・CD利用手数料無料提携サービスの名称である。

## 概要
九州地方内に本店を置く各地方銀行の一部では従前から顧客の利便性を図る為に、特定の金融機関等とのATM出金手数料無料提携を行ってきた。一方で第二地方銀行は早くから九州のみならず、沖縄海邦銀行を加えたネットワークを築いていた。
2008年10月1日、当時の九州内地銀協加盟10行（2020年10月1日に十八銀行と親和銀行の合併により9行）がニュースリリースの形で、各行の顧客からのATM出金手数料の無料化に関する提携を行うことで合意したと発表。翌2009年2月23日からサービスを開始した。
今回の提携では九州内における各行顧客の経済活動が県境を越えて活発化していることにより、各県にて無料で出金できるATMネットワーク網を拡充することで利便性の向上を図るものが目的である。
なお2011年に開業した北九州銀行については、設立当初の時点では対象には含まれていない。

## 対象金融機関
統一金融機関コード順
- 福岡銀行
- 筑邦銀行
- 佐賀銀行
- 十八親和銀行
- 肥後銀行
- 大分銀行
- 宮崎銀行
- 鹿児島銀行
- 西日本シティ銀行

## 利用時間と手数料
- 平日 8:45 - 18:00の出金：無料
- 平日 8:00 - 8:45・18:00 - 21:00の出金、土曜・日曜・祝日 9:00 - 17:00の出金：110円

なお、キャッシュカード振込の場合は他に各行所定の振込手数料が別途かかる。

## 対象ATM
- 上記対象金融機関が単独で設置しているATM
  - 鹿児島県のファミリーマート店内に鹿児島銀行が設置しているATM（自行単独設置ATMと見なされるため対象となる。）
- 共同ATMのうち、上記対象金融機関の何れかが幹事となるATM

### 対象外ATM
以下のATMは本サービスの対象外となり、下記該当金融機関以外は通常の他行（MICS）利用手数料がかかるので注意が必要である。
- 共同ATMの内、上記対象金融機関以外が幹事となるATM
- コンビニネットワーク各社の運営する『共同コンビニATM』
  - 「イーネット」（九州ATMネットワーク内では福岡・十八親和・肥後・宮崎の4行が参加）
  - 「ローソンATM」（九州ATMネットワーク内では西日本シティ・十八親和・肥後の3行が参加）
  - 西日本シティ銀行が単独で管理・運営し、九州地方のam/pmから転換したファミリーマートに設置の「アットバンク」（現在はゆうちょ銀行に転換）

## 備考

### 店舗内ATM非設置の店舗
- 「九州ATMネットワーク」内の各行の支店の内、店舗内ATMが設置されていない「九州ATMネットワーク」内の各行の支店に付いては本サービスが利用出来ない（なお、ATM非設置の各行の支店発行のキャッシュカードについては店舗内ATMが設置されている「九州ATMネットワーク」内の各行の他の支店のATMを利用すれば、本サービスが受けられる。）。
  - 十八親和銀行：東京支店（旧親和銀行）
  - 肥後銀行：大阪支店・宮崎支店・久留米支店
  - 宮崎銀行：大分支店・熊本支店・東京支店

### その他
- 入金・通帳利用取引・当座預金口座のキャッシュカードの利用はそれぞれの自行または個別提携行（2020年10月時点では福岡と十八親和の相互間[2]のみ）ATMのみとなる。
- 地銀協加入行同士の提携になる為、法人カードの利用が可能。
- 参加行の内、以下のような各行毎のポイントサービス等におけるATM手数料優遇は相手行ATMでは適用されない。
  - 福岡銀行：「ふくぎんアレコレカード」並びに「ふくぎんマイレージサービス『mybank+』」による時間外手数料優遇
  - 佐賀銀行：「さぎん 貯まて箱」による時間外手数料優遇
  - 十八親和銀行：「十八親和銀行アレコレカード」「ICキャッシュ&クレジットカード[3]」並びに「十八親和銀行マイレージサービス『mybank+』」[4]による時間外手数料優遇
  - 肥後銀行：「肥後銀行ポイントサービス『わくわくクラブ』」並びに「ICキャッシュ&クレジットカード『harmonica』」による時間外手数料優遇
  - 大分銀行：「ポイントサービス『ベストステージ』」による時間外手数料優遇
  - 宮崎銀行：「みやぎんポイントサービス『たまるーじ倶楽部』」による時間外手数料優遇
  - 西日本シティ銀行：「ICキャッシュ&クレジット『ALL IN ONE』カード」並びに「NCBポイントサービス」による時間外手数料優遇
- 1月1日 - 3日・5月3日 - 5日は各行ともATMを稼動させているが、この期間は提携ネットワーク（MICS）が休止している為にそれぞれの自行ATMでしか利用出来ない（ただし、5月3日 - 5日の内の日曜はMICSは通常稼動する為に利用出来る）。
- サービスの開始に辺って各行で条件を揃える為、逆にサービス低下となるケースもあった。
  - 筑邦・佐賀・十八の3行は早くから提携関係を結び、これに旧西日本が合流して西日本シティ設置・管轄分はコンビニATMを含めた完全解放を実施していたが、10行ネット移行により店舗外設置ATMの解放は打ち切りとなった。